# Chlorodrepanis
Chlorodrepanis Perkins, 1899 è un genere di uccelli passeriformi fringillidi della tribù dei Drepanidini, endemici delle Hawaii.

## Etimologia
Il nome scientifico del genere, Chlorodrepanis, deriva dall'unione delle parole greche χλωρος (khlōros, "verde") e δρεπανη (drepanē, "falce", ma anche Drepanis, genere affine), col significato di "drepanide verde", in riferimento alla livrea di questi uccelli e alla loro affinità con gli altri drepanidini.

## Descrizione
Al genere vengono ascritti uccelli di piccole dimensioni (attorno agli 11 cm), dall'aspetto massiccio e paffuto, muniti di testa arrotondata con becco incurvato verso il basso e livrea di colore giallino nella parte ventrale e giallo-olivastro in quella dorsale: tutte le specie presentano una mascherina facciale nera, più evidente nei maschi rispetto alle femmine (che possiedono inoltre livrea dalle tonalità più smorte).

## Distribuzione e habitat
Il genere è endemico delle Hawaii, con ciascuna specie che occupa una propria isola (Oahu, Kauai, Big Island): questi uccelli sono abitatori delle foreste (anche di specie introdotte) con presenza di grossi alberi in cui cercare il cibo.

## Biologia
Tutte le specie ascritte al genere sono diurne e vivono in coppie, o al più in piccoli gruppi familiari. La loro dieta è abbastanza variata, comprendendo insetti e altri piccoli invertebrati, ma anche frutta, linfa e nettare. Si tratta di uccelli monogami, coi due partner che collaborano nella costruzione del nido e nelle cure parentali ai nidiacei, mentre la cova delle uova è generalmente a carico della sola femmina.

## Tassonomia
Tradizionalmente ascritte al genere Loxops, e in seguito spostate di volta in volta in Viridonia o Hemignathus, gli amakihi sono in seguito stati collocati in un proprio genere monotipico, Chlorodrepanis, inizialmente monotipico, ossia contenente la sola specie C. virens con più sottospecie, alcune delle quali (C. v. flava e C. v. stejnegeri) sono in seguito state elevate al rango di specie a sé stanti, che mantengono tuttora secondo la maggior parte degli autori.
Al genere vengono ascritte le seguenti specie:
- Chlorodrepanis virens (Gmelin, JF, 1788) - amakihi delle Hawaii
- Chlorodrepanis flava (Bloxam, 1827) - amakihi di Oahu
- Chlorodrepanis stejnegeri (Wilson SB, 1890) - amakihi di Kauai

Nell'ambito della tribù Drepanidini, il genere Chlorodrepanis si dimostra molto vicino a Loxops, oltre che, sebbene meno nettamente, a Magumma.